# Marian Hemar

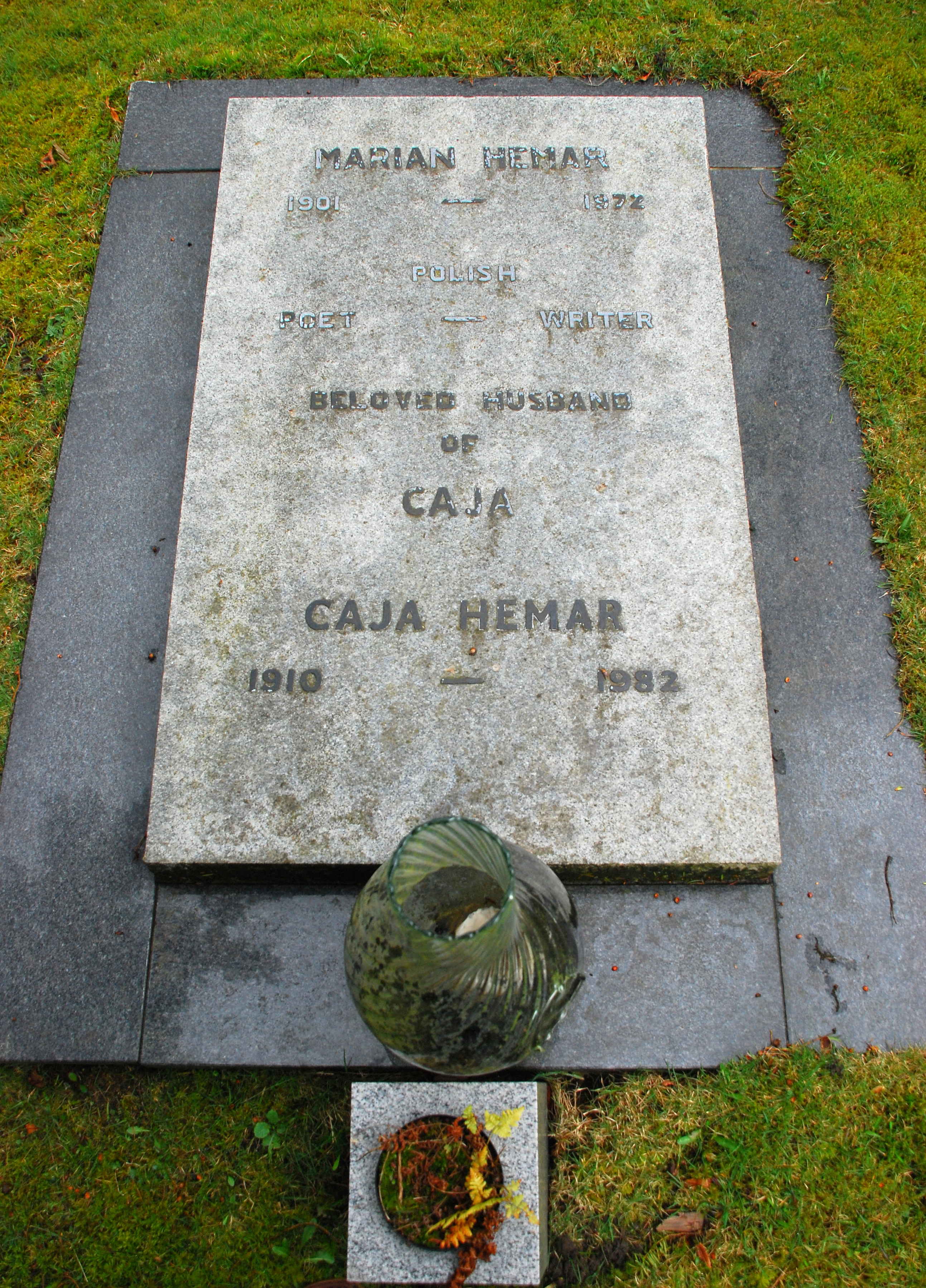
Nagrobek Mariana i Cai Hemar

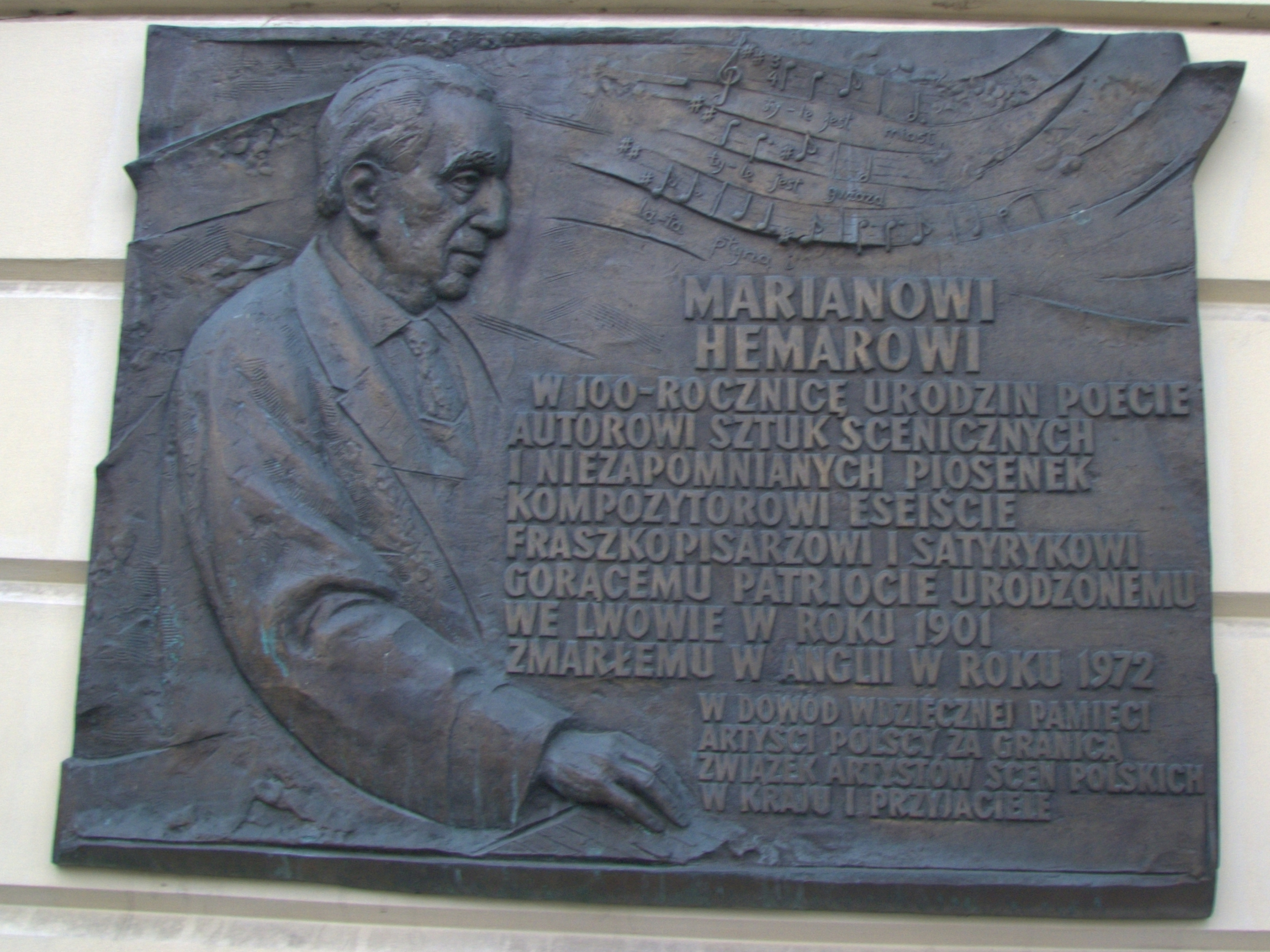
Tablica poświęcona Marianowi Hemarowi w Warszawie

Marian Hemar, właśc. Jan Marian Hescheles, ps. „Jan Mariański”, „Marian Wallenrod”, „Harryman” i inne (ur. 6 kwietnia 1901 we Lwowie, zm. 11 lutego 1972 w Dorking) – polski poeta, satyryk, komediopisarz, dramaturg, tłumacz poezji, autor tekstów piosenek.

## Życiorys
Urodził się 6 kwietnia 1901 we Lwowie w rodzinie żydowskiej jako syn Ignacego Heschelesa i Berty z domu Lehm. Był bratankiem Henryka Heschelesa, a kuzynem Stanisława Lema (matka Hemara i ojciec S. Lema byli rodzeństwem). Kształcił się w VII Gimnazjum we Lwowie. Studiował medycynę i filozofię na Uniwersytecie Jana Kazimierza we Lwowie. W czasie studiów parał się satyrą. Po studiach wyjechał na trzy miesiące do Włoch, skąd pisał korespondencje do „Gazety Porannej” zatytułowane Z Włoch. Brał udział w walkach o Lwów w latach 1918–1920.
Pierwsze wiersze opublikował w 1922. W 1925 przeprowadził się do Warszawy, pracował wraz z Julianem Tuwimem w kabarecie literackim „Qui Pro Quo”, „Banda” i „Cyruliku Warszawskim”. Wraz z Tuwimem, Lechoniem i Słonimskim był autorem wielu skeczy, dowcipów i szopek politycznych. Jego dorobek literacki jest ogromny: ponad 3000 niezwykle popularnych piosenek, do których sam komponował muzykę, setki wierszy, kilkanaście sztuk i słuchowisk radiowych. Był również współpracownikiem „Wiadomości Literackich” i „Wiadomości”, oraz dyrektorem teatru Nowa Komedia (1934–1935). W 1939 jego piosenka Ten wąsik (wykonywana przez Ludwika Sempolińskiego w popularnej rewii Orzeł czy Rzeszka), spowodowała interwencję ambasadora Niemiec w Warszawie.
Pod koniec czerwca 1926 Marian Hescheles, przebywając we Lwowie przy ul. Jagiellońskiej 11, podjął nieudaną próbę samobójczą (strzelił do siebie z rewolweru). Startował w rajdach samochodowych, m.in. w czerwcu 1928 w Rajdzie Krajoznawczym Małopolskiego Klubu Automobilowego o Puchar „Lwowskiego Kurjera Porannego”, gdzie zajął 9. miejsce samochodem Bugatti.
W 1935 (lub według innych źródeł w 1936) by zawrzeć ślub z Marią Modzelewską, w obrządku protestanckim w Warszawie, Hemar przyjął chrzest, w związku z czym został wykreślony z ewidencji gminy wyznaniowej żydowskiej we Lwowie.
Po wybuchu II wojny światowej, we wrześniu 1939, przedostał się do Rumunii. W latach 1940–1941 walczył w Samodzielnej Brygadzie Strzelców Karpackich w Libii (m.in. pod Tobrukiem). W wojsku prowadził pracę kulturalno-oświatową. Wraz z ppłk. Mieczysławem Młotkiem redagował czasopismo brygady pod tytułem „Ku Wolnej Polsce”. Był kierownikiem polskich audycji w Radiu Cair, prowadząc słuchowiska z cyklu „V”. Był autorem Marszu Karpackiej Brygady oraz pieśni Myśmy tutaj szli z Narwiku. Rozkazem naczelnego wodza gen. Sikorskiego na początku 1942 został przeniesiony do Londynu. Został przydzielony do Ministerstwa Informacji i Dokumentacji, w którym zwalczał m.in. kłamstwa propagandy, głównie niemieckiej, ale także angielskiej.
Po wojnie pozostał w Londynie. Prowadził tam teatrzyk polski w klubie emigrantów polskich. Współpracował m.in. z muzą „Wesołej Lwowskiej Fali” – Władą Majewską. Prowadził także jednoosobowy „Teatr Hemara” – cotygodniowy kabaret radiowy na antenie Rozgłośni Polskiej Radia Wolna Europa. Wygłaszał w nim wierszowane komentarze satyryczne do bieżących wydarzeń. Sam siebie określił mianem „Polaka z ochotniczego zaciągu”. Pisał o sobie: Moja gorąca miłość nie może się pogodzić z inną Polską, tylko najlepszą, najszlachetniejszą, najuczciwszą w świecie. Uczyli mnie tej miłości Słowacki, Żeromski i Piłsudski. Był bezkompromisowy i do końca wierny prawdzie i sprawiedliwości. Nie zgadzał się na komunistyczne zniewolenie Polski. Jego utwory były objęte cenzurą PRL. Do końca życia był urzeczony polskością i Lwowem. Laureat Nagrody Związku Pisarzy Polskich na Obczyźnie w 1959 roku.
W jego poezji wyraźnie zarysowały się dwa nurty – żartu i satyry oraz refleksji i tęsknoty. Oprócz licznych wierszy, sztuk i słuchowisk radiowych był autorem wierszy lirycznych, satyr, fraszek, parodii. Ponadto był twórcą (tekst i muzyka) ponad dwóch tysięcy piosenek, m.in. takich szlagierów jak Kiedy znów zakwitną białe bzy, Czy pani Marta jest grzechu warta, Ten wąsik, Nikt, tylko ty, Może kiedyś innym razem, Upić się warto, Jest jedna, jedyna. Dokonał także przekładów poetyckich, m.in. wszystkich sonetów Szekspira i połowy ód Horacego. Pisał sztuki teatralne od dramatu do komedii muzycznych, jednoaktówki poświęcone Fredrze, Kochanowskiemu, Chopinowi. Parał się także prozą: pisał reportaże, felietony, eseje, krytykę literacką, a nawet traktat polityczny o Hitlerze.
W 1967 otrzymał nagrodę londyńskiego „Dziennika Polskiego” za całokształt twórczości dramatycznej, rewiowej i teatralnej na emigracji.
Jego pierwszą żoną była aktorka i piosenkarka Maria Modzelewska, jednak małżonkowie rozstali się w sierpniu 1939. Z uwagi na wybuch wojny, trwałe rozdzielenie z Modzelewską, która wyjechała do USA, niejasne informacje przez nią przekazywane (w listach sugerowała, że na własną rękę przeprowadziła rozwód, bądź już w ambasadzie polskiej w Rumunii, czy w USA przed tamtejszym sądem) oraz silną osobistą urazę, Hemar nie interesował się formalnym stanem małżeństwa. W Londynie, 18 lipca 1946 ożenił się z Dunką żyjącą w USA, tancerką i aktorką Caroll Ann Eric (określana jako Caja Hemar, żyjąca w latach 1910–1982), popełniając bigamię. Oficjalne unieważnienie małżeństwa z Hemarem Modzelewska przeprowadziła w Nowym Jorku w 1956.
Do końca życia zamieszkiwał w Leith Hill koło Dorking (hrabstwo Surrey). Zmarł 11 lutego 1972 w Dorking. 18 lutego 1972, po spopieleniu ciała i po mszy św. odprawionej przez ks. Kazimierza Sołowieja jego prochy zostały pochowane na cmentarzu w Coldharbour około 3 km od Leith Hill.

## Publikacje
- 2001 – Moja przekora: satyry polityczne z lat 1943–1971; Kraków; Wyd. Literackie, ISBN 83-08-03088-2.
- 2000 – Dom jest daleko, Polska wciąż jest blisko: wybór wierszy i piosenek; Warszawa; Świat Książki, ISBN 83-7227-766-4.
- 1994 – Pięć sztuk scenicznych; Londyn; Polska Fundacja Kulturalna, ISBN 0-85065-270-7.
- 1991 – Kiedy znów zakwitną białe bzy: utwory wybrane; Kraków; Wyd. Literackie, ISBN 83-08-02184-0.
- 1990 – Chlib kulikowski: wiersze, satyry, piosenki; Warszawa; „Maj”, ISBN 83-85253-08-4.
- 1990 – Liryki, satyry, fraszki (wiersze do druku zebr. Włada Majewska); Londyn; Polska Fundacja Kulturalna
- 1971 – Chlib kulikowski, Londyn
- 1971 – Wiersze staroświeckie; Londyn; Oficyna Poetów i Malarzy
- 1968 – Ściana uśmiechu; Londyn;
- 1968 – Rzeź Pragi; Londyn;
- 1967 – Awantury w rodzinie; Londyn; nakł. Polskiej Fundacji Kulturalnej
- 1963 – Im dalej w las: wiersze; Londyn; nakł. Polskiej Fundacji Kulturalnej
- 1955 – Siedem lat chudych; New York; Roy Publishers
- 1954 – Fraszkopis; Londyn 1954. Oficyna Poetów i Malarzy[13]
- 1947 – Marchewka; pamiętnik satyryczny; wyd. II, rozszerzone; ORBIS Limited, London 1947[14][15]
- 1947 – Satyry patetyczne; Londyn; nakł. Klubu Orła Białego
- 1946 – Pisanki (poemat dla dzieci); Londyn[15][16]
- 1946 – Lata londyńskie (tomik wierszy); Londyn
- 1945 – Fraszkopis (1 akt wierszem); Londyn[15]
- 1944 – Dług honorowy (sztuka teatralna); Londyn[15][17]
- 1943 – Adolf Wielki: pamflet i dygresje; London; M. I. Kolin
- 1943 – Marchewka: pamiętnik satyryczny; London; M. I. Kolin[18]
- 1936 – Koń trojański; Warszawa; Wydawnictwo J. Przeworskiego

## Ordery i odznaczenia
- Krzyż Komandorski Orderu Odrodzenia Polski (udekorowany w swoim domu 22 stycznia 1972)[6]
- Złota odznaka honorowa Koła Lwowian w Londynie (1970)[19]

## Upamiętnienie
Ulice imienia Mariana Hemara znajdują się: w Krakowie (1991), w Warszawie (2009), w Gdańsku (2012). W 2015 we Wrocławiu imieniem Mariana Hemara nazwano rondo u zbiegu ulic Antoniego Słonimskiego i Rychtalskiej, w osiedlu Kleczków.